# Пшерити-Бур
Пшерити-Бур (пол. Przeryty Bór) — село в Польщі, у гміні Чорна Дембицького повіту Підкарпатського воєводства.
Населення — 134 особи (2011).
У 1975-1998 роках село належало до Тарновського воєводства.

## Демографія
Демографічна структура станом на 31 березня 2011 року:
|          | Загалом | Допрацездатний вік | Працездатний вік | Постпрацездатний вік |
| -------- | ------- | ------------------ | ---------------- | -------------------- |
| Чоловіки | 67      | 10                 | 52               | 5                    |
| Жінки    | 67      | 15                 | 36               | 16                   |
| Разом    | 134     | 25                 | 88               | 21                   |